# Campeonato Azeri de Futebol de 2010-11
O Campeonato Azeri de Futebol de 2010-11 (também conhecido como Unibank Premyer Liqası por razões de patrocínio) é a 19ª edição do campeonato, que foi criado em 1992. As partidas foram anunciadas em 29 de julho de 2010. A temporada se iniciou em 7 de agosto de 2010 e terminará em 28 de maio de 2011. [Inter Baku]] é o atual campeão, tendo ganhado seu 2º título na temporada passada.

### Mudanças de técnico
| Time    | Técnico demitido | Razão do rompimento | Data do rompimento     | Substituído por   | Data da indicação      |
| ------- | ---------------- | ------------------- | ---------------------- | ----------------- | ---------------------- |
| Tovuz]] | Dzodzuashvili]]  | Fim do contrato     | 23 de dezembro de 2010 | Naci Şensoy]]     | 25 de dezembro de 2010 |
| FK Baku | Winfried Schäfer | Demitido            | 6 de Janeiro de 2010   | Aleksandr Starkov | 16 de janeiro de 2011  |

### Resultados
| Casa / Fora[1] | AZAL Baku | Baku | Ganja | Inter Baku | Khazar Lankaran | MOIK Baku | Mughan | Neftchi Baku | Qarabag | Gabala | Simurq Zaqatala | Turan Tovuz |
| AZAL Baku      |           |      |       | 5–0        | 0–1             | 2–0       | 2–0    | 0–0          | 2–0     | 2–2    | 2–1             | 1–0         |
| [Baku          | 2–3       |      | 1–1   | 1–2        | 1–1             | 2–1       |        | 0–2          | 1–0     | 2–1    | 0–1             | 3–1         |
| Ganja          | 1–1       | 1–3  |       | 1–0        | 4–1             | 1–0       | 3–0    | 0–4          |         | 0–0    | 1–1             | 1–1         |
| Inter Baku     | 1–1       | 1–0  | 1–0   |            |                 | 1–0       | 1–0    | 0–2          | 1–0     | 0–0    |                 | 3–0         |
| Khazar         |           | 1–1  | 1–0   | 0–0        |                 | 3–0       | 2–0    | 1–0          | 1–2     | 1–0    | 1–0             | 2–0         |
| MOIK Baku      | 1–1       | 0–4  | 0–5   |            | 0–2             |           | 3–2    | 0–4          | 0–1     | 0–3    | 0–2             |             |
| Mughan         | 3–1       | 1–0  | 1–1   | 1–0        | 0–0             | 1–0       |        | 0–3          | 0–0     |        | 1–0             | 0–0         |
| Neftchi Baku   | 1–0       | 0–2  | 6–2   | 1–1        |                 |           | 1–0    |              | 1–1     | 0–0    | 4–0             | 2–0         |
| Qarabağ        | 0–0       | 2–0  | 3–0   | 1–0        | 0–1             | 3–0       | 2–0    | 0–1          |         |        | 3–2             |             |
| Gabala         | 0–0       | 0–1  |       | 0–1        | 1–0             | 0–0       | 2–0    | 0–2          | 2–1     |        | 4–0             | 1–0         |
| Simurq         | 0–1       | 1–1  | 0–0   | 0–1        | 0–2             | 1–1       |        |              | 0–1     | 0–2    |                 | 2–2         |
| Turan          | 1–2       |      | 2–1   | 0–3        | 1–2             | 2–0       | 1–1    | 2–2          | 0–1     | 0–1    | 1–1             |             |

|}Última atualização em 25 December 2010.
Fonte: Soccerway
1O time da casa (mandante) está listado na coluna da esquerda.
Cores:      Azul = time da casa vence;      Amarelo = empate;      Vermelho = time visitante vence.

## Segunda fase

### Disputa do campeonato
| # | Equipa         | J | V | E | D | GP | GC | SG | Pts | Classificação                                                                       |
| - | -------------- | - | - | - | - | -- | -- | -- | --- | ----------------------------------------------------------------------------------- |
| 1 | por determinar | 0 | 0 | 0 | 0 | 0  | 0  | 0  | 0   | Classificação para a segunda fase eliminatória da Liga dos Campeões da UEFA 2011-12 |
| 2 | por determinar | 0 | 0 | 0 | 0 | 0  | 0  | 0  | 0   | Liga da Europa da UEFA 2011-12 Primeira fase eliminatória                           |
| 3 | por determinar | 0 | 0 | 0 | 0 | 0  | 0  | 0  | 0   | Liga da Europa da UEFA 2011-12 Primeira fase eliminatória                           |
| 4 | por determinar | 0 | 0 | 0 | 0 | 0  | 0  | 0  | 0   |                                                                                     |
| 5 | por determinar | 0 | 0 | 0 | 0 | 0  | 0  | 0  | 0   |                                                                                     |
| 6 | por determinar | 0 | 0 | 0 | 0 | 0  | 0  | 0  | 0   |                                                                                     |

Última atualização em pré-temporada
Fonte: soccerway.com
Regras para classificação: 1º pontos; 2º saldo de gols; 3º gols pró.
1O ganhador da 2010–11 Azerbaijan Cup irá se classificara para  fase eliminatória da Liga Europa da UEFA.
(C) = Campeão; (R) = Rebaixado; (P) = Promovido; (O) = Vencedor do play-off; (A) = Classificado para a próxima fase. 
Somente aplicável se a temporada não tiver terminado: 
(Q) = Classificado para a fase do torneio indicada; (TQ) = Classificado para o torneio, mas não para a fase indicada; (DQ) = Desclassificado do torneio.

### Disputa contra o rebaixamento
| #  | Equipa         | J | V | E | D | GP | GC | SG | Pts | Classificação                             |
| -- | -------------- | - | - | - | - | -- | -- | -- | --- | ----------------------------------------- |
| 7  | por determinar | 0 | 0 | 0 | 0 | 0  | 0  | 0  | 0   |                                           |
| 8  | por determinar | 0 | 0 | 0 | 0 | 0  | 0  | 0  | 0   |                                           |
| 9  | por determinar | 0 | 0 | 0 | 0 | 0  | 0  | 0  | 0   |                                           |
| 10 | por determinar | 0 | 0 | 0 | 0 | 0  | 0  | 0  | 0   |                                           |
| 11 | por determinar | 0 | 0 | 0 | 0 | 0  | 0  | 0  | 0   | Terdegradasi ke Azerbaijan First Division |
| 12 | por determinar | 0 | 0 | 0 | 0 | 0  | 0  | 0  | 0   | Terdegradasi ke Azerbaijan First Division |

Última atualização em pré-temporada
Fonte: soccerway.com
Regras para classificação: 1º pontos; 2º saldo de gols; 3º gols pró.
¹O ganhador da 2010–11 Azerbaijan Cup irá se classificara para  segunda fase eliminatória da Liga Europa da UEFA.
(C) = Campeão; (R) = Rebaixado; (P) = Promovido; (O) = Vencedor do play-off; (A) = Classificado para a próxima fase. 
Somente aplicável se a temporada não tiver terminado: 
(Q) = Classificado para a fase do torneio indicada; (TQ) = Classificado para o torneio, mas não para a fase indicada; (DQ) = Desclassificado do torneio.

## Artilheiros
Inclui partidas jogadas até 19 de dezembro de 2010

15 gols
- Bahodir Nasimov (Neftchi Baku)

9 gols
- Junivan Suares (Ganja]])
- Gvidas Juška (AZAL]])

7 gols
- Deon Burton (Gabala)
- Aliyev]] (Qarabağ)

6 gols
- Giorgi Adamia]] (Qarabağ)

5 gols
- Bachana Tskhadadze (Simurq]])
- Winston Parks (Khazar]])
- Zouhir Benouahi (AZAL]])
- Rashad Abdullayev]] (Neftchi Baku)
- Émile Mpenza (Neftchi Baku)
- Jabá]] (FK Baku)

### Prêmios mensais
| Mês      | Jogador do mês  | Jogador do mês |
| Mês      | Jogador         | Clube          |
| -------- | --------------- | -------------- |
| Setembro | Bahodir Nasimov | Neftchi Baku   |
| Outubro  | Flavinho        | Neftchi Baku   |
| Novembro | Abushev]]       | Neftchi Baku   |